# Frobenius-matrix
Een Frobenius-matrix is een bijzondere vorm van vierkante matrix uit het deelgebied van de wiskunde dat bekendstaat als de  numerieke wiskunde. Een matrix is een Frobenius-matrix, indien zij aan de onderstaande drie eigenschappen voldoet:
- alle elementen op de hoofddiagonaal zijn enen
- de elementen onder de hoofddiagonaal van ten hoogste een kolom zijn willekeurig
- elke ander element is nul

De onderstaande matrix is een voorbeeld.
{\displaystyle A={\begin{pmatrix}1&0&0&\cdots &0\\0&1&0&\cdots &0\\0&a_{32}&1&\cdots &0\\\vdots &\vdots &\vdots &\ddots &\vdots \\0&a_{n2}&0&\cdots &1\end{pmatrix}}}
Frobenius-matrices zijn inverteerbaar. De inverse van een Frobenius-matrix is weer een Frobenius-matrix. Deze inverse is gelijk aan de oorspronkelijke matrix met veranderde tekens buiten de hoofddiagonaal. De inverse van het bovenstaande voorbeeld is dus:
{\displaystyle A^{-1}={\begin{pmatrix}1&0&0&\cdots &0\\0&1&0&\cdots &0\\0&-a_{32}&1&\cdots &0\\\vdots &\vdots &\vdots &\ddots &\vdots \\0&-a_{n2}&0&\cdots &1\end{pmatrix}}}
Frobenius-matrices zijn vernoemd naar Ferdinand Georg Frobenius. Een alternatieve naam voor deze klasse van matrices is Gauss-transformatie, naar Carl Friedrich Gauss. Ze worden gebruikt in het proces van de Gauss-eliminatie om Gauss-transformaties weer te geven.

## Voetnoten
1. ↑  (en)  Golub en Van Loan, blz. 95.